# Johnson Boateng Siriboe
Johnson Yaw Kusi Bodum Boateng Siriboe, né en 1919 et mort le 16 juillet 2001, est un avocat et un juge ghanéen. Il a été juge à la Cour suprême du Ghana de 1964 à 1966 et de 1971 à 1972.

## Biographie

### Premières années
Siriboe proclame depuis Asante Juaben dans la région ashanti du Ghana. Il a été secrétaire d'achat de la Société d'achats de produits (PBC) jusqu'en 1946 quand il a effectué au Royaume-Uni pour étudier le droit. Il a été appelé au Bar en 1949 quand il est retourné sur la Côte-d'Or et a ensuite commencé la pratique juridique privée. Plus tard, il a établi ses propres caméras .

### Carrière
À son retour sur la Côte-d'Or, Siriboe a travaillé dans la pratique privée aux Chambres d'Edward Asafu-Adjaye à Kumasi. Il a commencé sa carrière à la banque en tant que magistrat, remplaçant William Bail-Lyle à Swedru. Il a ensuite siégé en tant que juge au Circuit Court de Cabo Costa et en tant que juge de la High Court avant d'être nommé à la banque de la Cour suprême avec William Bruce-Lyle (en) Hamilton Lyle en 1964. En 1966, après le renversement de Kwame Nkrumah, alors gouvernement en place, le Conseil de libération nationale (en) a remplacé la Cour suprême par la Cour d'appel et l'a exclu, ainsi que d'autres fonctionnaires qui ont travaillé dans la Banque judiciaire du Ghana pendant la première république. Il a ensuite été nommé juge de la Cour d'appel et, en août 1970, il a été nommé juge de la Cour suprême du Ghana. Il a servi dans cette capacité jusqu'en 1972 lorsque la Cour suprême a été abolie une fois de plus par le gouvernement militaire de l'époque, le Conseil national de rédemption. Il a été le président d'une commission électorale de 16 hommes chargée d'examiner et de formuler des recommandations sur toute question relative aux élections au Ghana établie par toute législature nationale conformément à la Constitution qui devait être rédigée par la Commission constitutionnelle. Il était également président du secrétariat des chefs de gouvernement,,,,,,,,,.

### Vie personnelle
Il était marié à Esme Siriboe, et ensemble ils ont fondé l'Ecole Star du Matin, Cantonments, Accra,.

### Décès
Il est décédé lors d'un accident de voiture à Osino, Ghana (en), dans l'est, le lundi 16 juillet 2001, à l'âge de 85 ans. Il a été enterré le 8 septembre 2001 dans sa ville natale, Asante Juaben,.